# オキシタケヒコ
オキシタケヒコ（1973年 - ）は、日本の小説家、ゲームプランナー、ゲームシナリオライター。徳島県出身。大阪府在住。

## 経歴
1990年代頃からゲームプランナー、ゲームシナリオライターとして、テレビゲーム開発に携わる。代表作にPlayStation 2用ゲームの『トリノホシ 〜Aerial Planet〜』などを挙げている。
2011年、「What We Want」が第2回創元SF短編賞最終候補となり、2012年、同作が『原色の想像力2 創元SF短編賞アンソロジー』（創元SF文庫）に収録された。同2012年、「プロメテウスの晩餐」が第3回創元SF短編賞優秀賞を受賞。
2014年、初のライトノベル作品『筺底のエルピス -絶滅前線-』を刊行。

## 作品リスト

### 書籍
- 筺底のエルピス（2014年 - 刊行中、ガガガ文庫、小学館）
  - 『筺底のエルピス -絶滅前線-』（2014年12月）
  - 『筺底のエルピス 2 -夏の終わり-』（2015年8月）
  - 『筺底のエルピス 3 -狩人のサーカス-』（2016年3月）
  - 『筺底のエルピス 4 -廃棄未来-』（2016年6月）
  - 『筺底のエルピス 5 -迷い子たちの一歩-』（2017年8月）
  - 『筺底のエルピス 6 -四百億の昼と夜-』（2019年1月）
  - 『筺底のエルピス 7 -継続の繋ぎ手-』（2021年2月）
  - 『筺底のエルピス 8 -我らの戦い-』（2025年4月）
- 『波の手紙が響くとき』（2015年5月、ハヤカワSFシリーズ Jコレクション、早川書房）
- 『おそれミミズク あるいは彼岸の渡し綱』（2017年2月、講談社タイガ、講談社）

### 短編
- 「What We Want」（『原色の想像力2 創元SF短編賞アンソロジー』創元SF文庫、2012年3月）収録
- 「エコーの中でもう一度」（『S-Fマガジン』2013年2月号 掲載 / 『さよならの儀式 年刊日本SF傑作選』創元SF文庫、2014年6月 収録 / 『波の手紙が響くとき』収録）
- 「亡霊と天使のビート」（『S-Fマガジン』2014年2月号）
- 「夢のロボット」（『夏色の想像力』同人誌 2014年 掲載）
- 「イージー・エスケープ」（『夏色の想像力』同人誌 2014年 掲載 / 『折り紙衛星の伝説 年刊日本SF傑作選』創元SF文庫、2015年6月 収録）
- 「サイレンの呪文」（『S-Fマガジン』2014年10月号 掲載 / 『波の手紙が響くとき』収録）
- 「プロメテウスの晩餐」（『ミステリーズ！』vol.86 2017年 DECEMBER 掲載）
- 「平林君と魚の裔」（『宙を数える 書き下ろし宇宙SFアンソロジー』創元SF文庫、2019年10月 / 『ベストSF2020』大森望編、竹書房文庫、2020年7月 収録)
- 「止まり木の暖簾」（『GENESiS されど星は流れる 創元日本SFアンソロジー3』東京創元社、2020年8月 収録）

### ゲーム
フリーのゲームプランナー、ゲームシナリオライターとして、PlayStation・PlayStation 2用ゲームの開発に携わっている。岸武彦名義。
- 『宇宙戦艦ヤマト 遥かなる星イスカンダル』（PlayStation、1999年2月）
- 『さらば宇宙戦艦ヤマト 愛の戦士たち』（PlayStation、2000年5月）
- 『スーパーロボット大戦Scramble Commander』（PlayStation 2、2003年11月）
- 『宇宙戦艦ヤマト イスカンダルへの追憶』（PlayStation 2、2004年10月）
- 『宇宙戦艦ヤマト 暗黒星団帝国の逆襲』（PlayStation 2、2005年1月）
- 『宇宙戦艦ヤマト 二重銀河の崩壊』（PlayStation 2、2005年4月）
- 『スーパーロボット大戦Scramble Commander the 2nd』（PlayStation 2、2007年11月）
- 『トリノホシ 〜Aerial Planet〜』（PlayStation 2、2008年2月）

### アニメ
- 『TRIGUN STAMPEDE』（ストーリー原案、2023年1月 - 3月）